# Jürgen Roelandts
Jürgen Roelandts, född 2 juli 1985 i Asse, är en professionell belgisk tävlingscyklist. Han tävlar för UCI ProTour-stallet Silence-Lotto. Han vann de belgiska nationsmästerskapens linjelopp 2008. Han har också vunnit etapper på Polen runt och Circuit Franco-Belge. Jürgen Roelandts är främst känd som spurtare.

## Tidiga år
Jürgen Roelandts började drömma om att spela fotboll och började cykla när han var sex år gammal. Han spelade fotboll i flera år, men när han var 15 år bestämde han sig för att börja cykla.
Jürgen Roelandts vann de belgiska nationsmästerskapens tempolopp för ungdomar 2001; när han tävlade för Mez Team Belgium. Nikolas Maes och Jelle Vanendert slutade tvåa respektive trea. Han vann också Tour d’Anvers och Circuit du Meetjesland. Ett år senare blev han juniorcyklist och han tog bronsmedalj på nationsmästerskapens tempolopp för juniorer. Några dagar därpå tog Roelandts guldmedaljen i nationsmästerskapens linjelopp. På etapp 3 av Heuvelland Tweedaagse 2002 slutade han trea bakom Thomas Dekker och Jukka Vastaranta. Han slutade också på andra plats på Trofee der Vlaamse Ardennen under året.
Under säsongen 2003 tog belgaren hem andra platsen på Omloop Mandel-Leie-Schelde innan han slutade trea på de belgiska juniormästerskapen bakom Dominique Cornu och Michiel Van Aelbroeck.

## Amatörkarriär
Inför säsongen 2004 blev Jürgen Roelandts kontrakterad av amatörstallet Jong Vlaanderen 2016. Under året vann han etapp 6 av Tour de Namur. Han slutade tvåa på etapp 4 och 5 av tävlingen. I slutet av säsongen 2004 slutade belgaren på tredje plats på Omloop van het Houtland 2004 bakom Bert De Waele och Dennis Haueisen.

### 2005-2006
Under säsongerna 2005 och 2006 tävlade han för Bodysol-Win for Life. Under säsongen 2005 tog Jürgen Roelandts och Dominique Cornu hem tredje platsen på Duo Normand bakom Sylvain Chavanel/Thierry Marichal och Erki Pütsep/Jurij Krivtsov. 
Roelandts vann etapp 2 av Normandiet runt 2006. Han slutade etapp 8 av tävlingen på tredje plats. Han slutade också etapp 1 av Tour du Loir-Et-Cher "Edmond Provost" på tredje plats. Dagen därpå vann han etapp 2. På etapp 3 av Ruban Granitiers Bretons 2006 slutade belgaren på tredje plats bakom Kristian House och Gianni Meersman. Han slutade också på tredje plats på Circuit du Hainaut och etapp 3b av Tour de Berlin. Jürgen Roelandts tog hem andra plats på etapp 3 av Ronde van Vlaams-Brabant bakom Rick Flens. Jürgen Roelandts vann etapp 3 av Tour de Namur 2006 framför Kevyn Ista och Eduard Bogaert. Tillsammans med Steven De Neef, Birger Leys och Kevin Crabbe tog han brons i de belgiska nationsmästerskapens lagförföljelselopp.

### 2007
Under säsongen 2007 tävlade Jürgen Roelandts för Davitamon-Win for life. Jürgen Roelandts slutade tvåa på etapp 2a av Normandiet runt 2007 bakom Mattia Gavazzi innan han tog hem tredje platsen på etapp 6 av tävlingen bakom Edvald Boasson Hagen och Gavazzi. I april slutade han tvåa på etapp 1 av Tour du Loir-Et-Cher "Edmond Provost" och etapp 1 av Tour de Bretagne. Roelandts slutade på tredje plats på etapp 2 och 6 av Tour de Bretagne. Han fortsatte till Ronde van Vlaams-Brabant 2007 i slutet av juli där han slutade trea på etapp 2 innan han vann etapp 3 av tävlingen. På etapp 4 slutade han på tredje plats, vilket ledde till att belgaren tog hem andra platsen i tävlingen bakom landsmannen Kurt Van Goidsenhoven. På Tour de Namur slutade han på andra plats på etapp 2 bakom Kevyn Ista. I slutet av säsongen vann han Paris-Tours för U23-cyklister framför Florian Vachon och Jan Bakelants.

## Professionell karriär

### 2008
Jürgen Roelandts blev professionell med det belgiska UCI ProTour-stallet Silence-Lotto inför säsongen 2008. I februari slutade nybörjaren på andra plats på etapp 5 av Volta ao Algarve bakom den belgiska spurtaren Tom Boonen. I mars slutade han tvåa bakom Wouter Weylandt på Nokere Koerse. Senare under säsongen slutade han återigen tvåa bakom Tom Boonen, men då på etapp 5 av Belgien runt. Jürgen Roelandts vann de belgiska nationsmästerskapens linjelopp 2008. På etapp 2 av Post Danmark Rundt slutade han tvåa bakom Matti Breschel. Han tog hem tredje platsen på etapp3 av Benelux Tour 2008 bakom Daniele Bennati och Tom Boonen; med hjälp av det resultatet och hans förmåga att spurta gjorde att Roelandts tog hem Benelux Tours poängtävling framför André Greipel och Edvald Boasson Hagen. I september slutade belgaren på tredje plats på GP Rik Van Steenbergen bakom Gert Steegmans och Stefan Van Dijk. Jürgen Roelandts vann etapp 5 av Polen runt framför José Joaquin Rojas Gil och Steven de Jongh. I Polen runts poängtävling tog Roelandts hem silverplatsen bakom Allan Davis. Jürgen Roelandts vann etapp 3 av Circuit Franco-Belge. På etapp 1 och 2 av tävlingen slutade belgaren på tredje plats. Hans resultat under tävlingen ledde till att han slutade på tredje plats bakom Juan Antonio Flecha och Sébastien Rosseler.

### 2009
Säsongen 2009 startade bra redan i februari när Jürgen Roelandts slutade trea på etapp 3 av Tour of Qatar bakom Tom Boonen och Danilo Napolitano. Han fortsatte säsongen genom att slutade trea på etapp 1 av Vuelta a Andalucia (Ruta del Sol) bakom Napolitano och Tom Veelers. På etapp 6 av Dunkirks fyradagars slutade belgaren på andra plats bakom tysken André Greipel och i slutställningen tog Roelandts hem femte platsen bakom Rui Alberto Costa Faria, David Le Lay, Cyril Lemoine och Greipel. I maj slutade han på tredje plats på Tour de Rijke; tidigare samma månad slutade han också på fjärde plats av Veenendaal-Veenendaal. Han slutade på plats fyra på etapp 1 och 5 av Belgien runt. Jürgen Roelandts slutade tvåa på etapp 2 och 4 av Polen runt i början av augusti. När tävlingen var över stod det klart att Roelandts hade tagit segern i poängtävlingen framför André Greipel och Graeme Brown. I augusti-september körde den unga belgaren Vuelta a España 2009; där han hade flera topp 10-placeringar på spurtetapperna.

## Privatliv
Jürgen Roelandts är kusin till cyklisten Sven Van den Houte, som slutade på tredje plats på U23-tävlingen Le Triptyque des Monts et Châteaux - Frasnes under säsongen 2008.